# Martin Jurow
Martin Jurrow est un producteur américain né le 14 décembre 1911 à Brooklyn et mort le 12 février 2004 à Dallas.

## Biographie
Il a étudié au Collège de William et Mary à Williamsburg en Virginie.

## Filmographie partielle

### Comme producteur
- 1959 : L’Homme à la peau de serpent
- 1959 : La Colline des potences
- 1961 : Diamants sur canapé
- 1963 : La Panthère rose
- 1965 : La Grande Course autour du monde
- 1983 : Tendres Passions